# Suc pancreatic
Sucul pancreatic este un lichid alcalin (pH 8) care conține enzime, proenzime și electroliți pentru digestia carbohidraților, proteinelor, grăsimilor și acizilor nucleici. Aproximativ 1,5–2 litri sunt secretați zilnic de acinii exocrini ai celulelor epiteliale pancreatice, care însumează 98% din masa pancreasului.

## Proprietăți fizice
Sucul pancreatic este un lichid clar, vâscos, având un pH apropiat de 8. Bazicitatea este conferită de concentrația mare de ioni bicarbonat pe care îi conține. Sucul pancreatic este izoton în raport cu lichidul extracelular. În condiții normale, pancreasul secretă 1,5–2 l de suc pancreatic pe zi.

## Compoziție
În compoziția sucului pancreatic intră substanțe anorganice și organice. Dintre substanțele anorganice concentrațiile de Na+ și K+ sunt asemănătoare cu cele din plasmă; în schimb HCO3- este crescut. Concentrația HCO3- variază cu debitul secretor, de la 70 mEq/l la rate scăzute de secreție până la 130 mEq/l la rate înalte. Rolul HCO3- este de neutralizare a sucului gastric ajuns în duoden și de asigurare a unui pH optim pentru activitatea enzimelor pancreatice. Concentrația Cl- variază invers proporțional cu a HCO3-.
Substanțele organice sunt reprezentate de enzime. Sucul pancreatic conține enzime a căror acțiune se exercită asupra celor trei principii alimentare: proteine, lipide și glucide. Enzimele pancreatice sunt secretate sub formă de proenzime ce devin active numai în lumenul intestinal, în prezența enterokinazei, protejând astfel glanda de autodigestie.

### Enzime proteolitice

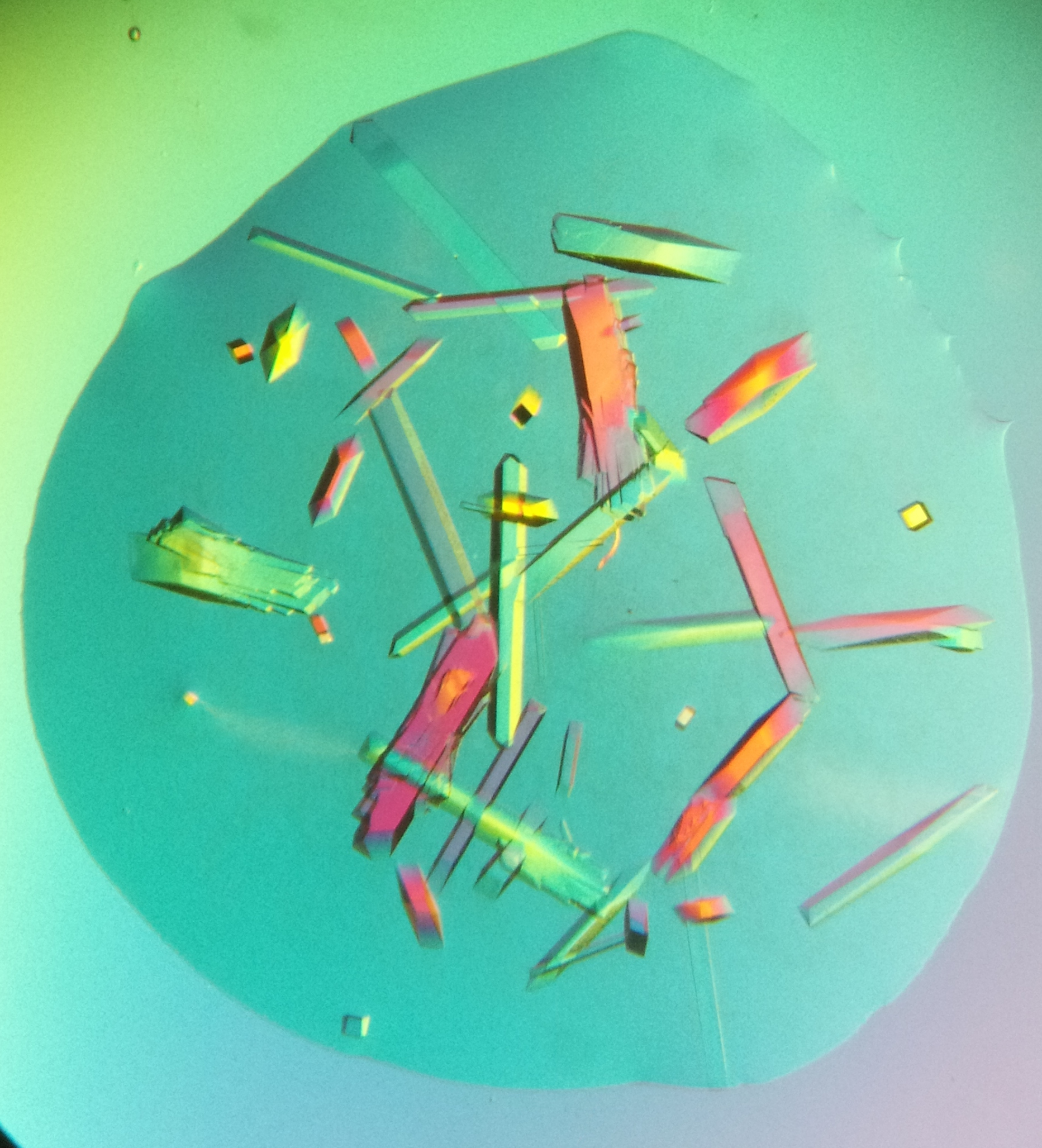
Cristale de tripsină văzute la un microscop cu lentile polarizante

Principalele proteaze pancreatice sunt tripsina, chimotripsina și carboxipeptidaza. Ele sunt secretate sub formă inactivă (tripsinogen, chimotripsinogen și procarboxipeptidază) și sunt activate în interiorul lumenului intestinului subțire. Proteazele pancreatice hidrolizează proteinele până la stadiul de oligopeptide.
Tripsina este elaborată sub formă inactivă: tripsinogen. La pH 7–8 se transformă spontan în tripsină activă printr-o reacție autocatalitică, favorizată de Ca2+. În intestin reacția este catalizată de enterokinaza eliberată de mucoasa duodenală care desprinde șase aminoacizi din tripsinogen. Tripsina este o endopeptidază ce acționează în mod specific, rupând legăturile peptidice la nivelul radicalului carboxilic al celor doi acizi aminați bazici: arginina și lizina. Acțiunea câștigă eficacitate dacă proteinele au fost supuse acțiunii pepsinei. Chimotripsina este o endopeptidază care hidrolizează legăturile peptidice de la nivelul grupărilor carboxilice ale tirozinei, fenilalaninei, triptofanului și metioninei. Prezintă și proprietatea de a coagula laptele. La fel ca tripsina, chimotripsina este secretată sub formă inactivă: chimotripsinogen. Activarea acestuia este catalizată de enterokinază și tripsină. Ca urmare a acțiunii tripsinei și chimotripsinei rezultă polipeptide. 
Carboxipeptidaza este o exopeptidază care scurtează polipeptidele cu un aminoacid. Acționează asupra polipeptidelor cu grupare carboxilică terminală. De asemenea, este secretată sub formă inactivă: procarboxipeptidază, activarea acesteia fiind catalizată de tripsină și Zn2+. Elaborată inactiv, colagenaza este scindată de tripsină în produs activ. Colagenaza scindează legăturile peptidice ale colagenului la nivelul unor aminoacizi: prolină, hidroxiprolină și glicină. Elastaza, produsă sub formă de proelastază și activată de către tripsină și enterokinază, hidrolizează în special legăturile peptidice ale aminoacizilor alanină, serină și glicină. Protaminaza produce dislocarea protaminelor și histonelor prin detașarea argininei. Ribonucleaza și deoxiribonucleaza acționează asupra acizilor ribonucleic și dezoxiribonucleic, desfăcând legăturile ester–fosfat, rezultând oligonucleotide.
În sucul pancreatic este prezentă o proteină, inhibitorul tripsinei, ce previne activarea prematură a enzimelor proteolitice în acini și ductele pancreatice. Când pancreasul este lezat grav sau când canalul secretor este blocat și se acumulează o cantitate mare de suc pancreatic activitatea inhibitorului tripsinei este depășită. Secreția pancreatică rapid activată poate digera în câteva ore întregul pancreas (pancreatită acută).

### Enzime lipolitice
Sucul pancreatic conține diferite lipaze, secretate sub formă de zimogeni inactivi, cei mai importanți fiind colipaza, colesterolesteraza și fosfolipaza A2. Aceste enzime sunt activate de către tripsină în lumenul duodenal.
Lipaza pancreatică este cea mai activă esterază din tubul digestiv, o moleculă de enzimă putând hidroliza 300.000 de molecule de substrat într-un minut. Aceasta separă acizii grași de glicerol la un pH 7–8 în prezența Ca2+ și Mg2+ ca activatori. Viteza de hidroliză este maximă la acizii grași cu patru atomi de carbon și scade prin alungirea lanțului. Sărurile biliare, prin acțiunea de emulsionare a grăsimilor, măresc suprafața de contact dintre substrat și enzimă, favorizând acțiunea lipazei. Dacă lipsește lipaza pancreatică, grăsimile sunt eliminate nedigerate în fecale, apărând steatoree. Colipaza fixează lipaza aproape de interfața ulei–apă, pentru ca ea să fie capabilă de a acționa mai eficace.
Colesterolesteraza acționează în prezența sărurilor biliare, scindând colesterolul alimentar esterificat în colesterol liber și acid gras. Lecitinaza descompune fosfoaminolipidele în acizi grași și glicerofosfat de colină. Fosfolipaza A2 descompune fosfolipidele în acizi grași și lizofosfolipide.

### Enzime glicolitice
Sucul pancreatic conține, de asemenea, o amilază care este secretată sub formă activă. Precum amilaza salivară, ea lizează legăturile α-1,4-glicozidice, dar, spre deosebire de ea, este capabilă de a digera amidonul fiert și cel nefiert. În 10 minute de la pătrunderea acestuia în intestinul subțire, amidonul este în totalitate convertit în diferite oligozaharide, în principal maltoză și maltrioză. Amilaza pancreatică prezintă acțiune amiolitică mult mai intensă decât amilaza salivară – în 30 de minute hidrolizează o cantitate de amidon de 20.000 de ori mai mare decât greutatea sa. Acționează la pH optim de 6,5–7,2 în prezența Cl-.

## Mecanismul elaborării sucului pancreatic
Componenta enzimatică este produsul de secreție al celulelor acinare și are loc în două etape. Procesul de sinteză al enzimelor are loc la nivelul reticulului endoplasmatic rugos, de unde sunt transportate intracelular până la aparatul Golgi, unde vor fi transformate în vacuole prin învelire cu o membrană. Vacuolele se unesc apoi și formează granulele de zimogen. Enzimele sunt stocate în granulele de zimogen localizate la polul apical al celulelor acinare. Apoi, ca răspuns la secretagoge, conținutul granulelor de zimogen este eliberat prin exocitoză în lumenul ductelor acinare. Sinteza este foarte rapidă, astfel că în 24 de ore pancreasul secretă o cantitate de proteine egală cu cea din structura sa.
Majoritatea apei și ionilor prezenți în sucul pancreatic sunt secretați de celulele care alcătuiesc canalele adiacente acinilor. O caracteristică a acestor celule este capacitatea lor de a elibera concentrații mari de bicarbonat (de câteva ori mai mari decât cele ale plasmei). Secreția ionilor este stimulată de secretină și potențată de colecistokinină și acetilcolină. Transportul HCO3- în celulele ductale pancreatice, împotriva gradientului său, este un proces activ secundar. Celulele ductale pancreatice conțin anhidrază carbonică, care produce H2CO3 din CO2 generat de metabolismul corpului și apă. Acidul carbonic dă prin disocierea lui HCO3- și H+. Disocierea H2CO3 este urmată de expulzia H+ prin pompa H+/K+ de la nivelul membranei bazolaterale, iar HCO3- este schimbat apical cu Cl-. Cl- este reîntors în lumen prin canale de Cl- electrogenice. Electronegativitatea celulei este menținută prin efluxul K+ prin canalele de K+ de la nivelul membranei bazolaterale. Ionii de Cl- ajung în lumenul acinar prin canalele de Cl- ale membranei apicale de la nivelul celulelor acinare, cât și ale celulelor epiteliale ductale. Canalele de Cl- sunt activate de AMPc și Ca2+ din celulele acinare. Membrana bazolaterală prezintă cotransportul Na+/2Cl-/K+ și canale de K+ ce realizează eflux ionic, activate de Ca2+ intracelular.